# Chữ nho
Ne doit pas être confondu avec Chữ nôm.
 (mai 2021).
Si vous disposez d'ouvrages ou d'articles de référence ou si vous connaissez des sites web de qualité traitant du thème abordé ici, merci de compléter l'article en donnant les références utiles à sa vérifiabilité et en les liant à la section « Notes et références ».

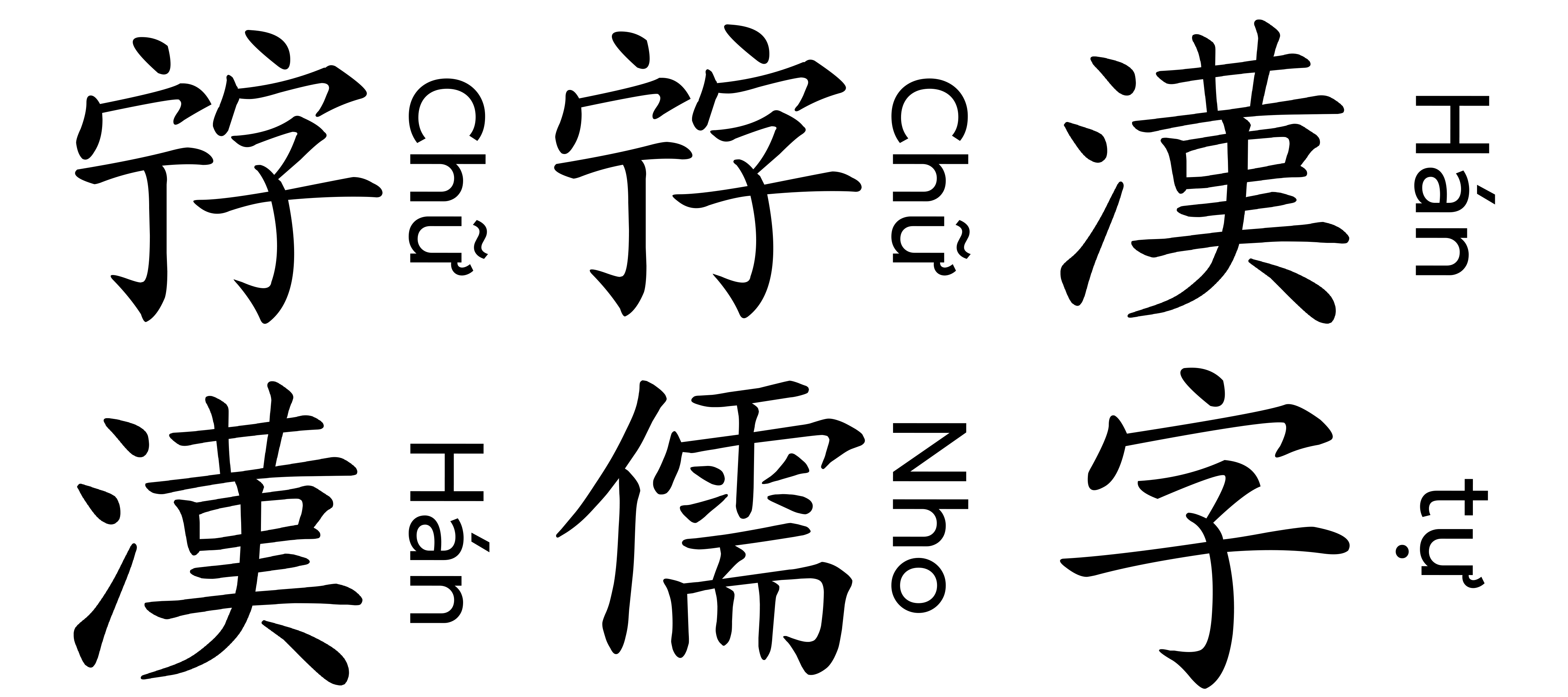
Hán tự, chữ Nho, chữ Hán

Chữ Nho (en vietnamien : chữ nho /cɨ̰³⁵ ɲɔ³³/ 𡨸儒, « écriture érudite ») est le terme vietnamien pour le chinois classique qui était utilisé au Viêt Nam. C'était un des systèmes d'écriture officiels de l'ancien Viêt Nam. Il s'appelle aussi Chữ Hán (chữ Hán (𡨸漢) : « écriture des Hans ») et on nomme Hán tự (漢字) un caractère de cette écriture. Son écriture utilise des caractères chinois han et, contrairement au Chữ Nôm qui utilise un ensemble de nouveaux caractères, ne peut pas être distingué du chinois classique qui était utilisé en Chine, en Corée et au Japon. La prononciation originale des caractères était celle de l'ancien chinois. Aujourd'hui, plus personne ne connaît cette prononciation et les textes écrits en chinois classique sont lus avec la prononciation du lecteur, à savoir en chinois, coréen, japonais ou — dans le cas du chữ nho — en vietnamien.

## Historique
Avant que l'écriture chinoise ne soit introduite au Viêt Nam, les Vietnamiens n'avaient pas d'écriture, seulement la langue orale.
L'écriture chinoise arriva au Viêt Nam vers le Ier siècle apr. J.-C., après que l’armée chinoise eut envahi le pays. Durant le millénaire suivant — du Ier siècle jusqu'en l'an 938, le Viêt Nam fut dominé par la Chine et le vietnamien fut, en conséquence, beaucoup influencé par le chinois. Dans cette période de sinisation de la politique, le chinois devint la langue de l'enseignement et les Vietnamiens l'utilisaient ensemble avec leur langue maternelle. Beaucoup de mots chinois ont ainsi été « vietnamisés » (từ Hán-Việt : « mot sino-vietnamien ») et se sont retrouvés dans le lexique vietnamien.
En 938, le Viêt Nam obtint son indépendance, mais l'influence chinoise perdura. Le chinois resta la langue officielle, mais il n'évolua pas de la même manière que le chinois de Chine, ce qui donna naissance à la prononciation sino-vietnamienne.
Entre-temps, le besoin d'écrire le vietnamien avec une écriture propre se fit sentir. Or, cette langue faisant partie de la famille des langues austroasiatiques, elle diffère considérablement des langues chinoises qui font partie de la famille des langues sino-tibétaines. Ainsi, le vietnamien ne peut être écrit avec des caractères chinois sans que cela n'implique des complications. Les Vietnamiens ont dès lors déformé les caractères chinois afin de pouvoir plus facilement exprimer leur propre langue, ce qui donna le Chữ Nôm (chữ nôm: « écriture démotique »).
Plus tard, les missionnaires français (dont Alexandre de Rhodes) ont développé un système pour écrire le vietnamien avec l'alphabet latin. Cela mena à l'apparition du quoc ngu (quốc ngữ : « langue nationale »). Le quoc ngu a été promu comme écriture officielle de la langue en 1918 par les colons français et enseigné dans les écoles pour accélérer l'alphabétisation. À partir de 1954, elle est devenue l'écriture officielle de l'administration vietnamienne. Aujourd'hui, on n'utilise plus officiellement de caractères chinois pour écrire le vietnamien. Une tradition perdure cependant chez certains érudits et on le trouve également encore sur certains monuments ou dans certains arts.